# Saint-Jean-de-Monts
Saint-Jean-de-Monts là một xã, Côte de Lumière ở tỉnh Vendée trong vùng Pays de la Loire, Pháp. Xã này có diện tích 61,72 km², dân số năm 2006 là 7650 người. Xã này nằm ở khu vực có độ cao trung bình 5 mét trên mực nước biển. 

## Biến động dân số
| Năm | 1962  | 1968  | 1975  | 1982  | 1990  | 1999  | 2006  | 2008         |
| --- | ----- | ----- | ----- | ----- | ----- | ----- | ----- | ------------ |
| Dân số | 4 715 | 5 146 | 5 540 | 5 435 | 5 959 | 6 886 | 7 650 | 7 837 (est.) |
| From the year 1962 on: No double counting—residents of multiple communes (e.g. students and military personnel) are counted only once. |       |       |       |       |       |       |       |              |